# Nieva de Cameros
Nieva de Cameros tỉnh và cộng đồng tự trị La Rioja, phía bắc Tây Ban Nha. Đô thị này có diện tích là 42,05 ki-lô-mét vuông, dân số năm 2009 là 103 người với mật độ 2,45 người/km². Đô thị này có cự ly 40 km so với Logroño.